# Mujercitas (telenovela argentina)
Mujercitas es una telenovela argentina producida y dirigida para Canal 9 Cadete (hoy elnueve) en 1960. Estuvo protagonizada por Alita Román, Angélica López Gamio, Delma Ricci y Fernanda Mistral, junto con Ricardo Lavié, Esteban Serrador y Alfredo Alcón. Es una adaptación en formato de telenovela de la obra homónima original de la escritora estadounidense Louisa May Alcott del año de 1868, Mujercitas.
La telenovela fue presentada en el espacio La hora Fate.

## Elenco
- Alita Román - Josefina
- Angélica López Gamio - Margarita
- Delma Ricci - Amelia
- Fernanda Mistral - Isabel
- Ricardo Lavié - Teodoro
- Esteban Serrador
- Alfredo Alcón
- Rosa Rosen
- Hilda Rey
- Alfredo Iglesias
- Alma Vélez
- Perla Santalla
- Ignacio Quirós
- Pablo Acciardi
- Adrianita

## Equipo técnico
- Historia: Louisa May Alcott
- Dirección: Edgardo Borda